# هوغو روسي
هوغو روسي (بالإنجليزية: Hugo Rossi)‏ هو رياضياتي أمريكي، ولد في 17 أبريل 1935 في بوسطن في الولايات المتحدة.